# 143139 Kučáková
143139 Kučáková è un asteroide della fascia principale. Scoperto nel 2002, presenta un'orbita caratterizzata da un semiasse maggiore pari a 2,761373 UA e da un'eccentricità di 0,038981, inclinata di 3,808885° rispetto all'eclittica. Ha un diametro di 4,351 km.